# 리틀 뱀파이어 (2020년 영화)
《리틀 뱀파이어》(프랑스어: Petit vampire)는 2021년 12월 29일에 대한민국에서 개봉된 프랑스, 벨기에의 애니메이션 영화이다.

## 한국어판 목소리 출연
- 박시윤
- 김용
- 최정현
- 장병관
- 정성원

## 프랑스어판 목소리 출연
- 카밀 코탱
- 장 폴 루브
- 알렉스 뤼츠
- 에릭 주도르
- 조안 스파르